# 聖言中學
聖言中學（英語：Sing Yin Secondary School，縮寫：SYSS）是香港一所天主教男子英文中學，於1970年成立。2011年9月遷入位於觀塘區平山新清水灣道38號的新校舍。在2025香港最具教育競爭力中學50強龍虎榜中排名第34位 。

## 歷史
- 1966年，聖言會委派甘百德神父籌辦聖言中學。
- 1970年，聖言中學正式成立，並收取共370位中一及中二級學生，在藍田安田街11號上課。
- 1971年，校舍落成並啟用，於聖保祿女子中學（即現時藍田聖保祿中學）建校初期，校舍曾借用予其開辦中一課程。
- 1972年，觀塘瑪利諾書院借用部份房間，為期一年。
- 1974年，第一屆135位中五同學畢業。
- 1975年，學生會成立，及招收第一屆中六理科生。
- 1976年，首次招收女生（中六級），及招收第一屆中六文科生。
- 1977年，第一屆24位中七理科同學畢業。
- 1978年，第一屆中七文科同學畢業。
- 1980年，首屆聖言中學舊生會成立，首任會長為鄭炎潘先生。
- 1990年，港督衞奕信伉儷到訪聖言中學。
- 1993年，因為引用新的中六收生辦法，中止招收中六級女生的制度。
- 1995年，銀禧校慶，天主教香港教區主教胡振中樞機到該校主持感恩祭。
- 1997年，聖言中學得教育署批准繼續用英語授課。
- 1999年，首屆聖言中學家長教師會成立，首屆主席為陳策樑先生。
- 2000年，聖言中學圖書館電腦化；同年，圖書館亦負責更換所有學生證，新學生證以塑膠印製並加入條碼。
- 2003年，當時天主教香港教區主教陳日君、輔理主教湯漢及副主教陳志明蒞臨該校主持典禮。
- 2005年，聖言中學三十五周年校慶。
- 2009年1月底，申請遷校成功。
- 2010年，聖言中學四十周年校慶。
- 2011年9月，遷入位於平山新清水灣道的新校舍。
- 2012年4月1日，由天主教香港教區主教湯漢樞機及時任環境局副局長潘潔主持新校舍開幕典禮。聖言中學左翼大樓命名為甘百德神父樓，於7月13日揭幕。
- 2012年，聖言中學陳俊豪同學於香港中學文憑試（DSE）考得七科5**，中英文各試卷都獲5**，成為首屆文憑試五位狀元之一；此外，其在數學科（延伸單元二）取得第八個5**及音樂科取得4的成績。[3]
- 2013年11月，聖言中學被美國綠色建築物委員會（USGBC）評選為兩間「2013年全球最綠學校」（The Greenest Schools on Earth）之一。[4]
- 2015年，聖言中學四十五周年校慶。
- 2020年，聖言中學金禧校慶。

### 人事變動
- 1985年，校長甘百德神父停職一年到外國深造，敖禮敬神父代任校長。
- 1993年，甘百德神父榮休。羅禮善神父接任聖言中學校監，黃慧賢女士接任聖言中學校長。
- 2001年，黃慧賢校長離任，郭弼副校長繼任為新一任校長。
- 2002年，校監羅禮善神父離任，林永基神父接任聖言中學校監。
- 2013年9月，校監林永基神父離任，張明德神父接任聖言中學校監。
- 2014年，郭弼校長退休，黃志強副校長繼任為新一任校長。
- 2024年，黃志強校長退休，許志權副校長繼任為新一任校長。

## 歷任校監與校長

### 歷任校監
- 甘百德神父（1970年-1993年）
- 羅禮善神父（1993年-2002年）
- 林永基神父（2002年-2013年）
- 張明德神父（2013年-現今）

### 歷任校長
- 甘百德神父（1970年-1985年）
- 敖禮敬神父（代任校長）（1985年-1986年）
- 甘百德神父（1986年-1993年）
- 黃慧賢女士（1993年-2001年）
- 郭弼先生（2001年-2014年）
- 黃志強先生（2014年-2024年）
- 許志權博士 (現任)

## 公開考試佳績
聖言中學是於歷屆的香港中學文憑考試曾出產「7科5**狀元」（在甲類科目中至少3個選修科及4個核心科獲得5**成績）的43間學校之一，截至2025年，共有1位。
2024年香港中學文憑考試，共13名考生考獲最佳5科30分或以上，當中3名考生考獲5科33分。

## 學生會
聖言學生會每年於九月底經選舉產生，候選內閣必須經兩名老師及兩名領袖生提名方可參選。遇超過兩個內閣參選，會章規定以排序複選制點票一輪甚至多輪，直至有內閣獲得過半數門檻方作勝選論。
| 歷屆學生會內閣名單 | 歷屆學生會內閣名單                                                                                    | 歷屆學生會內閣名單 |
| 年份               | 候選內閣                                                                                              | 當選內閣           |
| ------------------ | --- | ------------------ |
| 2002/03            | 1. 臥龍崗 2. 蓋幫 3. 四行軒 4. 匯賢軒                                                                 | 蓋幫               |
| 2003/04            | 1. 頭馬 2. Miracle 3. 勁聯 4. 快樂閣                                                                  | 快樂閣             |
| 2004/05            | |                    |
| 2005/06            | 1. Bridge 2. Octopus 3. Union                                                                         | Bridge             |
| 2006/07            | |                    |
| 2007/08            | | Footprint          |
| 2008/09            | 1. Circus 2. 種                                                                                       | Circus             |
| 2009/10            | | Dawn               |
| 2010/11            | | Soya               |
| 2011/12            | 1. Soar （页面存档备份，存于）                                                                        | Soar               |
| 2012/13            | 1. Blaze 2. Nova （页面存档备份，存于） 3. Core （页面存档备份，存于）                                | Nova               |
| 2013/14            | 1. Bada （页面存档备份，存于） 2. Stutopia （页面存档备份，存于） 3. Dear （页面存档备份，存于）      | Bada               |
| 2014/15            | 1. Gear （页面存档备份，存于） 2. Beta 3. Viva                                                        | Gear               |
| 2015/16            | 1. Aurora （页面存档备份，存于） 2. Mirus （页面存档备份，存于） 3. Waver                             | Aurora             |
| 2016/17            | 1. Striver （页面存档备份，存于） 2. Aspire （页面存档备份，存于）                                    | Striver            |
| 2017/18            | 1. Ignitor （页面存档备份，存于） 2. Avalon （页面存档备份，存于） 3. Delta                           | Ignitor            |
| 2018/19            | 1. Forward （页面存档备份，存于） 2. Atlas （页面存档备份，存于） 3. Ocular （页面存档备份，存于）    | Ocular             |
| 2019/20            | 1. Quasar （页面存档备份，存于） 2. Libra （页面存档备份，存于）                                      | Libra              |
| 2020/21            | 1. Phoenix （页面存档备份，存于） 2. Sprinter （页面存档备份，存于）                                  | Phoenix            |
| 2021/22            | 1. SYZYGY （页面存档备份，存于） 2. Utopia （页面存档备份，存于） 3. EXCELSIOR （页面存档备份，存于） | SYZYGY             |
| 2022/23            | 1. Pharos （页面存档备份，存于） 2. Polaris （页面存档备份，存于）                                    | Pharos             |
| 2023/24            | 1. Bonfire 2. Zephyr 3. Helios                                                                        | Bonfire            |
| 2024/25            | 1. Dagaz 2. Sowilo 3. Artemis                                                                         | Artemis            |

## 設施

### 新校舍

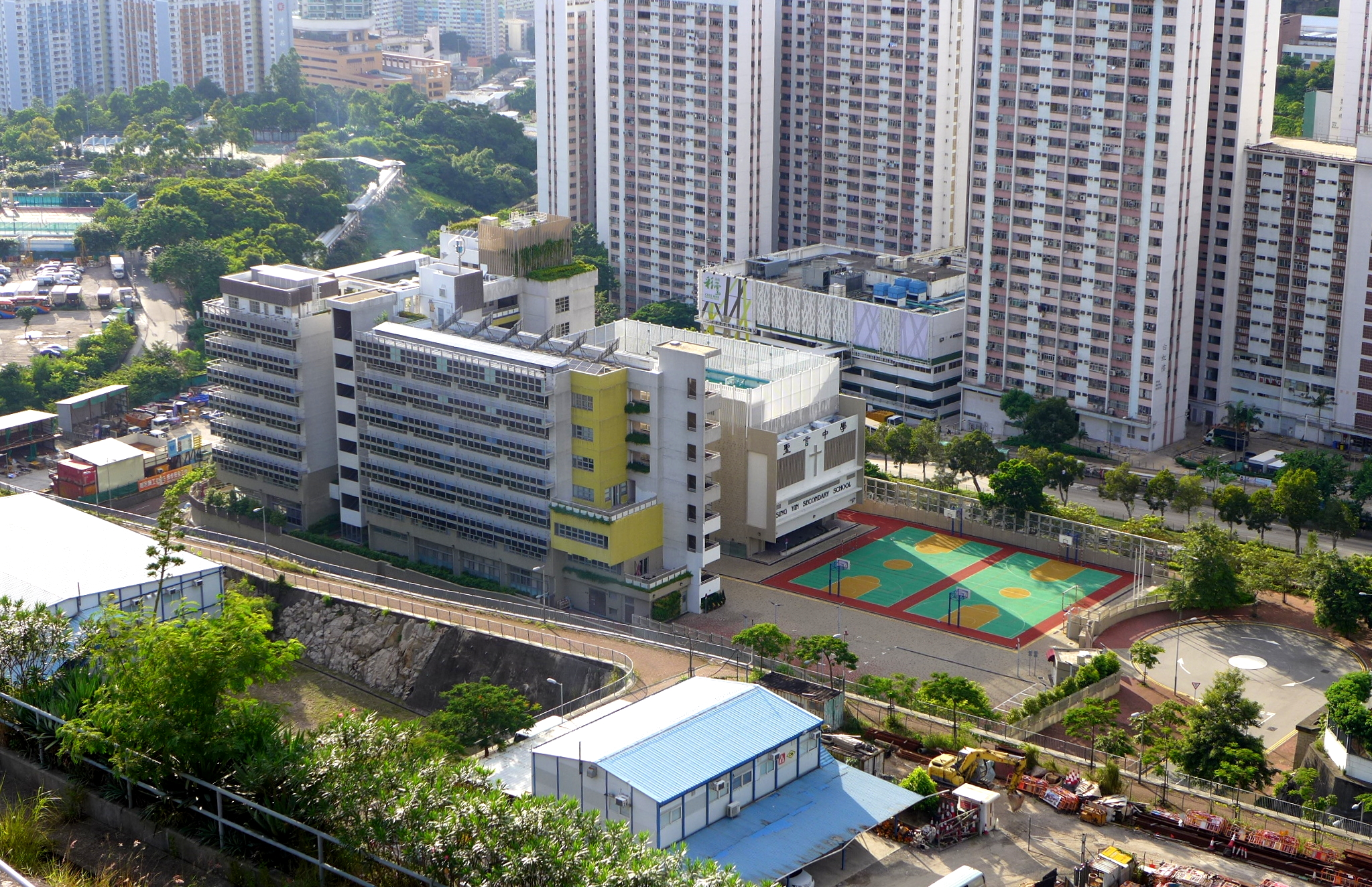
聖言中學新校舍於2011年9月啟用

由於舊校舍嚴重不敷應用，加上2011-12年度新舊學制交替，聖言開始尋求遷校。2009年，聖言中學獲得批准於現址興建新校舍。由於2008年香港政府期望推行能源效益建築物，建築署認為該處地點適合，遂於該址試行，斥資1億9千萬港元（當中1千8百萬為興建環境保護設施）為其建設成為環保校舍，加設了大量及新穎的設施，例如具有發電功能的升降機（可以節省42%的電力）、光纖太陽燈（可以透射陽光至課室內）、768塊太陽能光伏板（其中302塊為半透明的太陽能光伏板，用作遮擋猛烈陽光，但仍可保留窗外景色；發電量為學校的7%）及風力發電機等；在設計上，亦採用了助於通風及採光的布局，綠化帶面積達3成。校舍後於2012年獲香港環保建築協會評為最高級的白金級別校舍，香港綠色建築議會頒發優異獎（新建建築類別 – 香港），2013年獲世界綠色建築議會頒發「2013年全球最環保學校」大獎。
新校舍於2011年9月新學年開始時啟用，連地下及天台共8層，為一座後千禧校舍。聖言中學於進駐新校舍一年後，初步發現其節省電力逾過往的3成，建築署正在詳細研究節約能源數據，擬於日後在其他新興建的校舍增加設備這些環境保護設施。
彩雲新校舍樓層及設施：
| 樓層         | 教學大樓、特別室大樓 | 禮堂副翼                                                                                       | 室外                                             |
| ------------ | --- | ---------------------------------------------------------------------------------------------- | ------------------------------------------------ |
| 七樓（天台） | 神父宿舍、冷氣水塔、太陽能發電板、大型風力發電機、聖言天氣站 | ─                                                                                              | ─                                                |
| 六樓         | 影視及廣播室（601）、六間標準課室（602、603、604、605、606、607）、物理實驗室、天文角、林松芳化學實驗室、危險化學品儲存庫、實驗預備室                                                                                          | ─                                                                                              | ─                                                |
| 五樓         | 小組教學室（501）、六間標準課室（502、503、504、505、506、507）、兩間綜合科學實驗室、實驗預備室 | ─                                                                                              | ─                                                |
| 四樓         | 伍文敍室（401）、六間標準課室（402、403、404、405、406、407）、生物實驗室、地理室、教職員洗手間 | 天台籃球場、天台農圃、中藥園                                                                   |                                                  |
| 三樓         | 英文室（301）、六間標準課室（302、303、304、305、306、307）、家政室、黃馬婉愚視覺藝術室 | —                                                                                              | ─                                                |
| 二樓         | 黃禮和語文室（201）、六間標準課室（202、203、204、205、206、207）、鄧少安電腦室（208）、輔導活動室（209）、社工室（210）、電腦輔助學習室（211）、雜物房（212）、女洗手間                                                       | 禮堂樓座、影音控制室（213）、獎盃擺放櫃                                                        | ─                                                |
| 一樓         | 教員室（102）、三間副校長室（103、104、105）、就業輔導主任室（106）、教職員室、聖言福傳堂（小聖堂）、音樂室（109）、校監室（原為英文室）、語文綜藝廳、教職員洗手間                                                             | 傅一民堂                                                                                       | ─                                                |
| 地下         | 校工室（G01）、校務處（G02）、醫療室（G03）、社工室（G04）、會議室（G05）、學生會室（G06）、健身室（G07）、家長教師會室（G08）、體育儲藏室、劉培基圖書館、兩個洗手間連更衣室、有蓋操場、獎盃擺放櫃、農作天地、龜池、升降機入口 | 小食部、飯堂、乒乓球枱、有蓋操場、講台、攀石場（禮堂外牆）、跑道（跳遠沙池）（一百米三線跑道） | 兩個籃球場（同時為手球場及足球場）、旗杆、停車場 |

### 藍田舊校舍

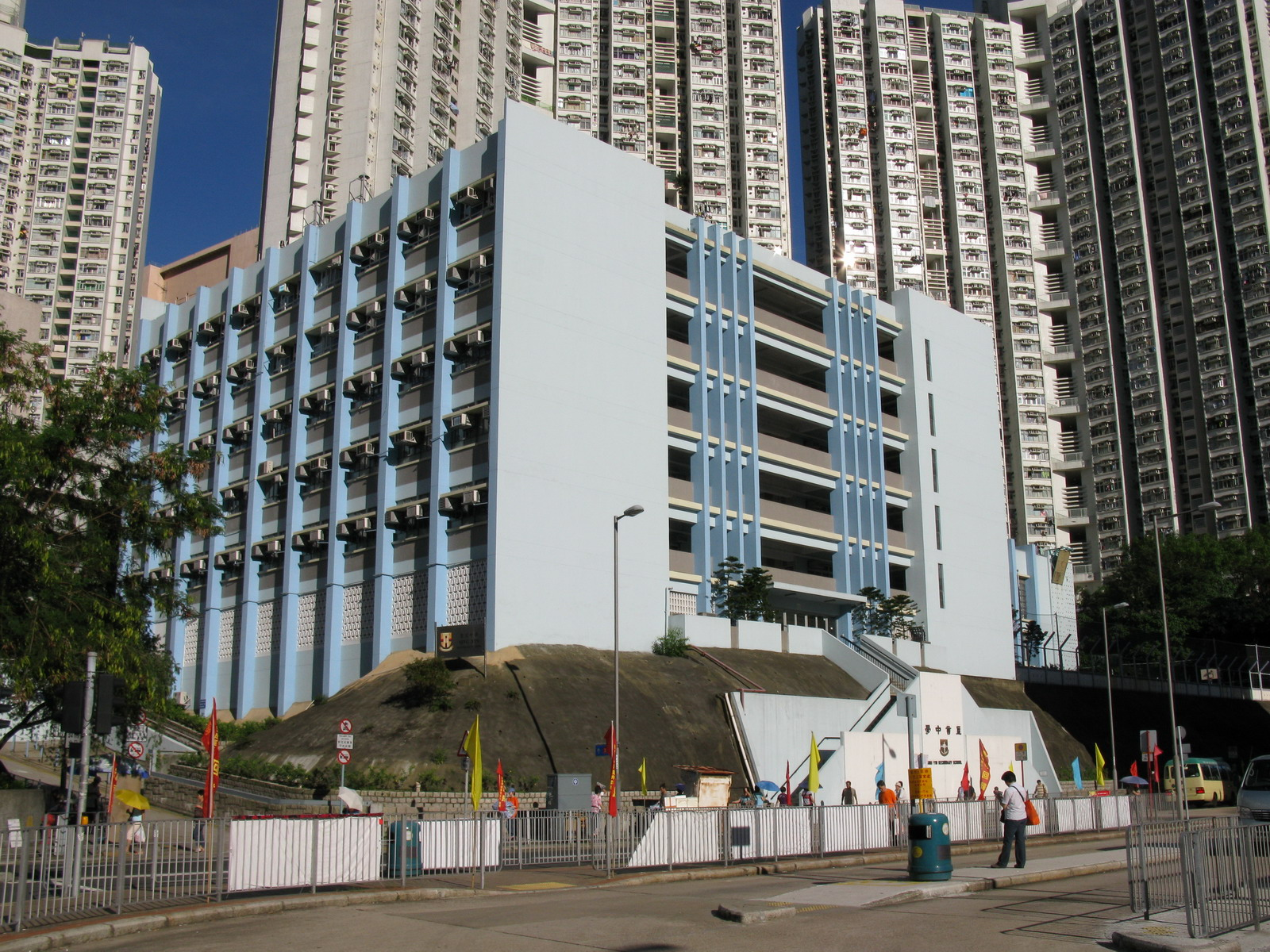
聖言中學藍田舊校舍，現改為Nord Anglia International School Hong Kong

服務聖言41年的舊校舍在九龍藍田安田街11號，與藍田聖保祿中學相隔一條馬路。舊校舍是按照1960年代的標準建造。由於校舍經多年使用，外觀開始老化，課室數量不足。故該校於2006年夏季重新粉飾外牆。
校舍內設有25個課室、4個科學實驗室、3個學科專用課室、電腦室、多媒體學習室等教學設施。但經自2003年起預科（中六和中七級）各增設一班，令課室進一步不敷應用，故中六和中七級改為流動班。除了一般教學設備外亦設有羽毛球場、籃球場、手球場、乒乓球場及健身室等運動設施，以及天氣站、小聖堂及廣播室等設施。
藍田舊校舍樓層及設施：
| 樓層 | 主樓 | 副翼                                         | 室外                                                                                   |
| ---- | --- | -------------------------------------------- | -------------------------------------------------------------------------------------- |
| 天台 | 天氣站 | ─                                            | ─                                                                                      |
| 五樓 | 化學實驗室、危險化學品儲存庫、實驗室助理工作室、物理實驗室、神父宿舍、教材製作中心（504室，同時為教員室）、三間標準課室（501室、502室、503室）         | ─                                            | ─                                                                                      |
| 四樓 | 綜合科學實驗室、實驗室助理工作室、生物實驗室、兩間教員室、教師洗手間、學生洗手間、四間標準課室（401室、402室、403室、404室）                           | ─                                            | ─                                                                                      |
| 三樓 | 視覺藝術室、圖書館、副校長室、音樂室（301室）、五間標準課室（302室、303室、304室、305室、306室）                                                       | 學生儲物櫃、禮堂樓座                         | ─                                                                                      |
| 二樓 | 地理室、多媒體學習室（MMLC）、副校長室、教學助理室、學生洗手間、電腦室（201室）、五間標準課室（202室、203室、204室、205室、206室）                     | 學生儲物櫃、小聖堂及就業輔導主任室、小課室   | ─                                                                                      |
| 一樓 | 儲物室、校長室、兩間教員室、校務處、教師洗手間、學生洗手間、六間標準課室（101室、102室、103室、104室、105室、106室）                                   | 禮堂、樂器房、聖言電台廣播室                 | ─                                                                                      |
| 地下 | 學會儲物櫃、乒乓球場、健身室、醫療室、儲物室、校工室、垃圾房、接見室（社工室）、英語角、學生會辦事處、校監室、學生洗手間、兩間標準課室（G01室、G02室） | 小食部、有蓋操場、更衣室、體育用品室、攀石牆 | 兩個羽毛球場、籃球場、手球場（同時為兩個小型籃球場及小型足球場）、旗杆、園藝閣、停車場 |

## 校園特色和文化
中一新生入學後要接受一次攀石的挑戰，名為「勵志創高峰」。而此校師生均習慣以「聖言仔」作學生的稱呼。
電影《緣路山旮旯》中，男主角阿厚（岑珈其飾）為聖言中學畢業生。

## 知名/傑出校友

### 政治、公共事業及法律界
- 葉建源：前立法會議員（教育界）、前香港教育專業人員協會副會長[12]、前香港教育學院教育政策與行政系講師[13]，前香港兆基創意書院校長。
- 羅健熙：民主黨主席（2020年12月—），前任南區區議會主席兼前利東二選區議員。
- 黎志華：地政總署署長[14]。
- 練錦鴻：區域法院法官[15]。
- 李騰駿：香港青年交流促進聯會執行主席。
- 李啟豪：第三屆香港傑出學生 (1987-1988)[16]、前「青苗學界進步獎」導向委員會主席[17]。
- 陳澤滔：東九龍社區關注組發言人，曾參選2016年香港立法會選舉。
- 洪文正：前互聯網專業協會副會長、香港新興科技教育協會創會會長[18]、前香港科技大學工商管理校友會會長、香港理工大學客席講師、前香港大學校董。
- 鍾子綸：1983年香港小姐友誼小姐、退休懲教署高級監督、2014年獲頒授懲教事務榮譽獎章 CSMSM。[註 1]
- 陸偉雄：香港執業大律師。

### 學術及教育界
- 周海峰：香港大學物理系教授[19]、英國物理學會院士(Fellow of Institute of Physics [FInstP])、香港太空館顧問 (2020年4月1日至2022年3月31日)[20]。
- 譚偉略：香港大學電機電子工程學系首席講師兼榮譽副教授[註 2]、英國高等教育學院院士 (Fellow of Higher Education Academy [FHEA])、前香港電機電子工程師學會 (Computational Intelligence Chapter) 主席 (2014-2017)[21]。
- 蕭錦華: 香港中文大學歷史系高級講師[22]，香港中文大學文學士(歷史)(一級榮譽)，哲學碩士 (歷史)，文學碩士 (電腦輔助翻譯)，中國神學研究院基督教研究碩士 (聖經詮釋)，日本京都大學文學博士 (歷史文化)，曾於2017年5月28日的《學是學非》第五輯節目中講解端午節的由來。
- 吳日嵐:  香港浸會大學社會工作系副系主任及教授[23]。
- 馮錦榮：香港大學中文學院副教授[24]、香港大學香港人文社會研究所院士兼名譽副教授[25]。
- 梁文彪：前英皇教育校長。
- 何廸信: 中華基金中學校長，香港中文大學理學士 (生物) (一級榮譽)，哲學碩士 (生物)，行政長官卓越教學獎得獎教師 (科學教育學習領域)。
- 陳成漢: 香港歷史博物館館長 (常設展覽)[26]。
- 郭梓樂：情緒教育非牟利機構「JUST FEEL 感講」共同創辦人﹑Teach For Hong Kong 校友。
- 翁烈鴻：聖言中學物理科老師及聖言中學副校長 (由2021年9月起)，曾於《兒童的科學》科學雜誌作顧問，前放學ICU嘉賓主持，並出版多本物理練習。
- 徐樂文：第一屆泛珠三角洲物理奧林匹克競賽一等獎、國際物理奧林匹克競賽金獎[27]。
- 張仕： 聖言中學物理科老師，曾奪國際物理奧林匹克競賽銅獎。
- 徐世亨：青年教育機構HOBBYHK聯合創辦人，並同時為該機構的天文教育統籌及望遠鏡銷售總監。[28]
- 張嘉禧：第一屆泛珠三角洲物理奧林匹克競賽一等獎、國際物理奧林匹克競賽銀獎。
- 李德文：國際物理奧林匹克競賽銅獎[29]。
- 蔡康年：神召會康樂中學校長。
- 何樞熾：五旬節林漢光中學校長。
- 翁港成：中華基督教會基新中學校長。
- 羅文彪：樂善堂梁銶琚書院校長。
- 潘啟祥：香港紅卍字會大埔卍慈中學校長。

### 商業及金融界
- 黃灌球：前法國巴黎百富勤融資有限公司董事總經理。
- 林凱源：GOGOX 聯合創辦人之一，2018年度香港十大傑出青年。
- 胡發枝：友和YOHO 創辦人兼行政總裁。

### 音樂、演藝、文化及出版界
- 徐繼宗：香港流行歌曲作曲人、填詞人、唱作人、唱片監製，亦為伯樂音樂學院音樂製作及科技系導師。
- 周永強：別名：周強，電影監製，監製作品《三峽好人》榮獲2006年威尼斯電影節金獅獎。
- 黃勁輝：著名電影編劇，作品包括《奪命金》、《也斯：東西》和《劉以鬯：1918》，第四十九屆台灣金馬獎最佳原著劇本獎，第十二屆華語電影傳媒大獎最佳编剧，第十八屆香港電影評論學會大獎最佳编剧，2017年香港藝術發展局香港藝術發展獎年度最佳藝術家獎 (藝術評論)。
- 漢洋：香港男歌手及經理人。
- 鄧祖德 (Joe Tang)：太極樂隊經理人及吉他手。
- 莊正：香港男歌手及組合 VnP 成員。
- 朱振威：香港中文大學合唱團音樂總監兼指揮，香港藝術發展局音樂界別藝術顧問，指揮, 敲擊樂手，音樂及文化評論人。
- 丘國盛 (波盛)：香港電台第二台唱片騎師，主持節目《Gimme 5》、《我是你的後援會》
- 鄭健和：著名本地漫畫家，作品包括《脫北者》。
- 楊學德：著名本地漫畫家，作品包括《錦繡藍田》和《標童話集》。
- 徐家祥：無綫電視高級劇本及資料審閱員
- 王耀宏：藝名Meaning，在2022年參加由YouTube頻道《試當真》主辦的「校花校草The Next Era 2022」後，正式以模特兒及演員身份出道，開展其演藝生涯。

### 體育界
- 黎偉傑：香港男子橋牌選手，2022年亞洲運動會橋牌男子團體賽金牌。[30][31]2018年亞洲運動會橋牌比賽雙人及團體一銀一銅得主。
- 林志輝：現役男子甲一球員，曾效力南青，現效力甲一球隊旭暉。
- 張偉浩：前香港手球代表隊，現效力甲一球隊東區。
- 陳振：2022年亞洲運動會中國象棋混合團體銅牌。[32]
- 易健豪：香港四徑超級挑戰最年輕生還者。

### 醫護界
- 張漢明：現任香港醫務委員會執照醫生協會 （页面存档备份，存于）會長，香港醫務委員會 （页面存档备份，存于）執照組主席，香港醫學會會董，自然健身氣功會 （页面存档备份，存于）榮譽會長。
- 陳國賓：著名註冊營養師，逢星期一於無綫電視節目《流行都市》中教授烹飪。
- 羅卓堯：醫管局員工陣線副主席，前香港專上學生聯會代表會副主席暨常委會主席。
- 陳文彬：現任香港眼科視光師學會會長。

### 其他
- 鄧紹斌：又名斌仔，1991年於就讀羅富國教育學院排練畢業禮表演時期間不慎跌傷背部，導致頸部以下癱瘓。一次寫信給當時行政長官董建華要求安樂死時，令他備受香港社會關注。斌仔在2007年出版個人著作《我要安樂死》。現時為十大再生勇士之一[33]。他於2012年12月9日病逝。

## 軼事及事件
- 於此校現存校舍2008年進行競投期間，同區瑪利諾中學亦有份競投，但不果，最後於2015年才成功獲批秀茂坪另一校舍[34]。
- 2012年10月23日，一名中五男學生在清晨約六時被人發現倒臥康逸苑一個多層停車場的七樓平台，救護員接報到場後證實死亡。警方調查後發現他獨自乘升降機在康裕閣住所大廈四十樓天台墮樓，家人及校方將事件歸咎於感情問題，警方相信事件無可疑。[35][36]
- 2023年10月26日，一名14歲男學生在午膳時間被人發現倒臥地下龜池對出，救護員接報到場後證實死亡。警方調查後相信男生在5樓位置墮樓，未有在現場發現遺書，親友聲稱死者可能因為學業問題不開心。[37]

## 外部連結
- 聖言中學 （页面存档备份，存于）
- 聖言天氣站 Weather Station（英文）
- 聖言會 （页面存档备份，存于）
- 聖言校友會 Sing Yin Alumni Association （页面存档备份，存于）
- 家長教師會 （页面存档备份，存于）